# Бух-ам-Ирхель
Бух-ам-Ирхель (нем. Buch am Irchel) — коммуна в Швейцарии, в кантоне Цюрих.
Входит в состав округа Андельфинген. Население составляет 827 человек (на 31 декабря 2007 года). Официальный код — 0024.